# 雷米吉乌斯山麓哈施巴赫
雷米吉乌斯山麓哈施巴赫是德国莱茵兰-普法尔茨州的一个市镇。总面积4.02平方公里，总人口714人，其中男性360人，女性354人（2011年12月31日），人口密度178人/平方公里。